# Libero (quotidiano)
Libero è un quotidiano italiano fondato nel 2000 da Vittorio Feltri, con sede a Milano, e una diffusione media di 18.400 copie a marzo 2024.
Collocato tra i principali quotidiani italiani politicamente vicini all'area di centro-destra, è di proprietà dell'imprenditore della sanità, immobiliarista e politico Antonio Angelucci, che controlla la società Editoriale Libero attraverso la Fondazione San Raffaele e Finanziara Tosinvest.

## Storia
Il primo numero del quotidiano esce in edicola il 18 luglio 2000, sotto la direzione di Vittorio Feltri e Franco Garnero. La testata è stata disegnata dal grafico Franco Bevilacqua e il nuovo quotidiano appartiene all'area del centro-destra. Come ha scritto Oscar Giannino (2007): 
L'organico è costituito da venti giornalisti professionisti e altrettanti praticanti. Tra i professionisti, Renato Farina (vicedirettore) e Luigi Santambrogio costituiscono, insieme con il direttore, lo “stato maggiore” del quotidiano. Gianluca Marchi è il caporedattore centrale; Mattias Mainiero guida la redazione romana (incarico assolto nei primi anni). Nel 2001 giunge in redazione, proveniente dal settimanale Panorama, Alessandro Sallusti, il quale salirà tutti i gradini della gerarchia fino a diventare direttore responsabile.
In occasione dei fatti del G8 di Genova Libero tocca la vetta delle 70.000 copie vendute.
A marzo 2005 Libero lancia una raccolta di firme affinché il Presidente della Repubblica Carlo Azeglio Ciampi nominasse Oriana Fallaci senatrice a vita, raggiungendo la quota di 75.000 firme, ma che non avvenne.
Nel 2006 Libero ha sostenuto il movimento dei Riformatori Liberali di Benedetto Della Vedova, minoranza radicale passata al centro-destra, di cui Feltri è uno dei firmatari del loro manifesto. Nello stesso anno il quotidiano pubblica un "falso" dossier di Renato Farina, preparato dal Sismi, secondo cui Romano Prodi avrebbe autorizzato, come Presidente della Commissione Europea, le '"consegne extralegali" della CIA in Europa, come nel caso Abu Omar. Per tale dossier Farina viene condannato a sei mesi di reclusione per favoreggiamento. Durante la campagna elettorale del 2006 Libero raggiunge le 100.000 copie di vendita media mensile, grazie anche all'annuncio del Corriere della Sera, primo quotidiano italiano, di schierarsi a favore di una delle due coalizioni in campo, L'Ulivo..
Dal 1º gennaio 2007 al 15 luglio 2008 Alessandro Sallusti assume la carica di direttore responsabile, con Vittorio Feltri direttore editoriale. Le pagine di economia diventano un dorso allegato al giornale, con una propria testata, Libero mercato, ed un proprio direttore, Oscar Giannino. Il progetto termina nel febbraio 2009, quando si interrompe la collaborazione di Giannino al quotidiano. Nel febbraio 2007 sono stati arrestati alcuni membri di una cellula delle Brigate Rosse con l'accusa di aver progettato un attentato terroristico alla sede di Libero. Secondo tale accusa, dopo ripetuti appostamenti i neo-brigatisti Ghirardi e Latino intendevano compiere un attentato incendiario per il giorno di Pasqua con «benzina ed acido da versare dentro».
Nell'agosto 2009 Vittorio Feltri, direttore editoriale del quotidiano ininterrottamente dalla sua fondazione (dal 15 luglio 2008 anche direttore responsabile) ed Alessandro Sallusti lasciano per andare al Giornale, quotidiano concorrente. Viene nominato direttore Maurizio Belpietro, proveniente da Panorama. Dal novembre del 2009 il quotidiano è consultabile online nella versione uguale al formato cartaceo. Dal 26 ottobre 2015 il quotidiano esce anche il lunedì, passando da sei a sette uscite settimanali. Tra il 21 dicembre 2010 e il 3 giugno 2011 Feltri è di nuovo direttore editoriale del quotidiano, lasciando poi la direzione a Belpietro.
La direzione di Belpietro è caratterizzata da un forte calo delle copie vendute, che calano di più del 70% nel periodo tra il 2011 ed il 2016, fino a toccare il minimo storico nel 2017. Nel maggio 2016 l'editore Angelucci rimuove Belpietro dalla carica di direttore, richiamando al suo posto Feltri, affiancato da Pietro Senaldi, rispettivamente come direttore editoriale e direttore responsabile. In seguito a ciò, Belpietro lascia Libero insieme ad alcuni giornalisti della redazione e fonda il quotidiano La Verità.
Nel 2018, dopo diversi anni di perdite, si assiste ad una crescita delle copie vendute. Il 6 novembre 2019, in un'intervista al quotidiano Italia Oggi, il direttore editoriale Vittorio Feltri annuncia la chiusura in utile del bilancio 2019. Nel maggio 2021 Alessandro Sallusti torna a Libero, subentrando nel ruolo di direttore responsabile a Senaldi, che rimane condirettore.
Maurizio Costanzo ha tenuto una rubrica di critica televisiva sul quotidiano. Il suo ultimo pezzo è stato pubblicato il 21 febbraio 2023, tre giorni prima della sua morte.
Il 7 settembre 2023 il direttore editoriale Feltri cede il ruolo a Daniele Capezzone, mentre il direttore responsabile Sallusti torna a dirigere Il Giornale, dove era già stato per 11 anni, e viene sostituito da Mario Sechi, già capo dell'ufficio stampa della Presidenza del Consiglio.

## Direttori
- Franco Garnero (direttore responsabile) & Vittorio Feltri (direttore editoriale) (18 luglio 2000 - 1º gennaio 2007)
- Alessandro Sallusti (direttore responsabile) & Vittorio Feltri (direttore editoriale) (1º gennaio 2007 - 15 luglio 2008)
- Vittorio Feltri (15 luglio 2008 - 1º agosto 2009)
  - Gianluigi Paragone (ad interim, 1º agosto 2009 - 13 agosto 2009)
- Maurizio Belpietro (direttore responsabile) & Vittorio Feltri (direttore editoriale) (13 agosto 2009 - 3 giugno 2011)
- Maurizio Belpietro (3 giugno 2011 - 18 maggio 2016)
- Pietro Senaldi (direttore responsabile) & Vittorio Feltri (direttore editoriale) (19 maggio 2016 - 16 maggio 2021)[17][18]
- Alessandro Sallusti (direttore responsabile) & Vittorio Feltri (direttore editoriale) & Pietro Senaldi (condirettore responsabile) (17 maggio 2021 - 6 settembre 2023)[18]
- Mario Sechi (direttore responsabile) & Daniele Capezzone (direttore editoriale) & Pietro Senaldi (condirettore responsabile) (7 settembre 2023 - in carica)

## Struttura, allegati e inserti
Il giornale è composto dalle seguenti sezioni: Primo Piano, Italia, Esteri, Economia, Salute, Spettacolo, Sport e "Le Lettere", rubrica curata da Fausto Carioti.
Il quotidiano presenta una foliatura media di 32 pagine, ad eccezione del lunedì, quando esce in 24 pagine. Nella provincia di Milano, gli viene allegato Libero Milano, inserto locale di 8 pagine. 
Tra maggio 2007 e febbraio 2009 Libero è uscito con un doppio dorso. L'edizione principale era accompagnata, in abbinamento obbligatorio, da LiberoMercato, inserto economico-finanziario. In seguito l'inserto è stato riassorbito all'interno del quotidiano.
Nel marzo 2011 Libero ha distribuito gratuitamente, in 30 fascicoli allegati, i cosiddetti «Diari di Mussolini». L'iniziativa fu presa 4 anni dopo la presunta scoperta dei diari da parte di Marcello Dell'Utri, che raccontò di averli ricevuti dai figli di un partigiano deceduto del quale si rifiutò di rivelare il nome.
Dall'8 gennaio 2012 al 15 maggio 2016, per un totale di 216 numeri, Libero ha ospitato ogni domenica un inserto satirico denominato LiberoVeleno, fondato e diretto da Francesco Borgonovo e Alessio Di Mauro. A LiberoVeleno hanno collaborato fra gli altri Giuseppe Pollicelli, Walter Leoni, Maurizio Milani, Ottavio Cappellani, Gemma Gaetani e Stefano Pisani.

## Variazioni dell'assetto proprietario
- All'atto della fondazione (luglio 2000) Vittorio Feltri detiene il 51% delle quote; il resto è suddiviso tra altri tre soci: Umberto Giovine, Lello Garosci (imprenditore nella grande distribuzione) e Massimo Massano, editore del settimanale «Il Borghese». Pochi mesi dopo l'imprenditore riminese Stefano Patacconi rileva il 18,6% della società. Successivamente diventa l'azionista di riferimento[20];
- Nel 2001 muore Stefano Patacconi[21]. Libero è rilevato dal gruppo Tosinvest di Antonio Angelucci, attivo nel settore della sanità e dell'immobiliare. Con l'aiuto della banca romana Capitalia, gli Angelucci hanno investito 30 milioni nel quotidiano, trasformandolo da giornale regionale a giornale nazionale.[22]
- Nel 2007 l'Editoriale Libero S.r.l., società editrice del quotidiano, viene ceduta alla Fondazione San Raffaele, controllata dalla famiglia di Angelucci.
- A fine 2010 Vittorio Feltri e Maurizio Belpietro (direttore responsabile) diventano azionisti del quotidiano[23]. I due giornalisti acquistano il 10% ciascuno della società editrice. Nonostante posseggano una quota di minoranza, ottengono la gestione del giornale. Grazie a una serie di patti parasociali, Feltri e Belpietro detengono anche la maggioranza nel consiglio di amministrazione.

## Finanziamenti pubblici
Nel 2003 Libero ha chiesto ai proprietari del bollettino Opinioni Nuove di prendere in affitto la testata. Il quotidiano è diventato ufficialmente il supplemento dell'organo ufficiale del Movimento Monarchico Italiano. In questo modo ha potuto beneficiare di 5.371.000 euro come finanziamento pubblico agli organi di partito, secondo quanto previsto dalla Legge 7 marzo 2001, n. 62.
Il d.P.R. 7 novembre 2001, n. 460 ha favorito la trasformazione in cooperative per tutte le imprese che intendono chiedere finanziamenti pubblici. Nel 2004 Libero ha acquistato la testata Opinioni Nuove e si è poi trasformato in cooperativa di giornalisti. Nei sette anni che intercorrono dal 2003 al 2009, Libero ha beneficiato di contributi pubblici per 40 milioni di euro. Nel 2006 il quotidiano ha chiuso il bilancio con profitti per 187000 €.
Nel febbraio 2011, l'Autorità per le garanzie nelle comunicazioni (Agcom) con la delibera 63/11/CONS, ha sanzionato il senatore Antonio Angelucci per omessa comunicazione di controllo per i giornali «Opinioni Nuove Libero Quotidiano» («Libero») e «Il Nuovo Riformista». La Commissione Consultiva sull'editoria presso la Presidenza del Consiglio, preso atto della sanzione comminata dall'Agcom, ha stabilito che i due quotidiani dovranno restituire i circa 43 milioni di euro di contributi percepiti negli anni 2006-2010.

## Controversie

### Titoli
Libero è spesso oggetto di controversie per i suoi titoli irriverenti, forti o di dubbia veridicità. All'accusa di essere l'espressione di sentimenti anti-sinistra (soprattutto contro il PD, al governo nella XVII legislatura), il fondatore Vittorio Feltri ha risposto con queste parole: «Noi non insultiamo nessuno, noi registriamo la realtà. La raccontiamo per quello che è, punto e chiuso». 
Il 14 novembre 2015, all'indomani degli attacchi terroristici islamisti di Parigi che causarono la morte di 137 persone e il ferimento di altre 368, il quotidiano uscì con in prima pagina un editoriale del direttore Belpietro intitolato Bastardi islamici, scatenando numerose polemiche, soprattutto tra la comunità musulmana. Il giorno dopo Belpietro dichiarò a propria difesa: "È come se un cattolico uccidesse delle persone e qualcuno scrivesse "bastardi cattolici", ci è stato obiettato. Non tutti gli islamici sono terroristi, non tutti i cattolici sono persone pacifiche. Vero. Ma noi non abbiamo scritto che tutti gli islamici sono terroristi né lo abbiamo pensato (...) Noi non abbiamo insultato gli islamici in generale. Noi abbiamo scritto: Bastardi (sostantivo) islamici (aggettivo). La lingua italiana è chiara, non lo è solo per chi è in malafede e non vuole vedere la realtà.". A seguito di tale avvenimento, tuttavia, Belpietro venne rinviato a giudizio nel marzo 2017 dal tribunale di Milano con l'accusa per istigazione all'odio razziale. Nel dicembre dello stesso anno venne assolto, in quanto il fatto non costituisce reato.
Il 23 gennaio 2019 il quotidiano titolò in prima pagina Calano il fatturato e il Pil ma aumentano i gay, scatenando non poche polemiche.
Il 4 marzo 2020, mentre in tutta Italia stava esplodendo la pandemia di COVID-19, il quotidiano venne deferito al Consiglio Nazionale di Disciplina dell'Ordine dei Giornalisti per aver reiterato scelte scorrette sul titolo in prima pagina, scrivendo: "L'infezione crea l'unità d'Italia, Virus alla conquista del sud".

### Provvedimenti di censura
Il 29 settembre 2000 Libero pubblica fotografie pornografiche di minori giudicate impressionanti e raccapriccianti, che costano a Vittorio Feltri un provvedimento di censura da parte dell'Ordine dei giornalisti.

### Accuse di disinformazione

#### Islam
Il 30 gennaio 2016 il quotidiano pubblica l'articolo L’Islam si evolve: dal burqa alla museruola, a cura di Souad Sbai, dove viene riportata la notizia della diffusione nel mondo islamico di una sorta di "museruola per donne", definita nell'articolo come "un attrezzo per azzittire e umiliare" introdotta da fondamentalisti salafiti. Nonostante le immagini presenti nell'articolo siano autentiche, la notizia si rivela manipolata, se non una vera e propria bufala; infatti gli oggetti presenti nelle foto non sono "museruole" ma maschere boregheh, oggetto tradizionale utilizzato dalle donne del popolo dei Bandari, originariamente con lo scopo di simulare dei baffi, probabilmente per disincentivare gli abusi degli schiavisti che si aggiravano per i villaggi. L'articolo inoltre contiene altri errori, come l'attribuzione delle maschere ai salafiti, ramo ortodosso del sunnismo, quando invece la maggioranza dei Bandari è sciita e vive nell'Iran meridionale.
Il 31 marzo 2016 pubblica in prima pagina l'articolo Il Comune che vieta la minigonna: vergognosa sottomissione all'islam, poi ripreso anche da Il Giornale, dove viene riportata una notizia secondo cui nel municipio di Amsterdam di Nieuw West, nei Paesi Bassi, sarebbe stato vietato alle donne di indossare la minigonna in pubblico per evitare di offendere o irritare gli immigrati musulmani. La notizia viene in seguito smentita da altri giornali, dove viene dichiarato che il divieto della minigonna esiste ma non ha nulla a che fare con l'Islam, risultando parte di un codice di abbigliamento a cui sono sottoposti i dipendenti pubblici.

#### Negazionismo del riscaldamento globale
La testata ha negato in più occasioni il problema del riscaldamento globale, asserendo invece che la temperatura della Terra si stia alzando per cause esclusivamente o quasi esclusivamente naturali.
Il 18 aprile 2019, in occasione della visita di Greta Thunberg a Papa Francesco, il giornale, come già citato, esce con una prima pagina fortemente provocatoria dedicata alla sedicenne attivista contro il cambiamento climatico..

## Diffusione
La diffusione di un quotidiano si ottiene, secondo i criteri di Accertamenti Diffusione Stampa (ADS), dalla somma di: Totale Pagata + Totale Gratuita + Diffusione estero + Vendite in blocco.

Dal 2021 ADS ha abbandonato la distinzione tra copia cartacea e copia digitale, che è stata sostituita dalla distinzione tra «vendite individuali» (copie pagate dall’acquirente) e «vendite multiple» (copie pagate da terzi).
| Anno | Diffusione |
| ---- | ---------- |
| 2023 | 22532      |
| 2022 | 21945      |
| 2021 | 23716      |

| Anno | Totale diffusione (cartacea + digitale) | Diffusione cartacea | Tiratura |
| ---- | --------------------------------------- | ------------------- | -------- |
| 2020 | 27584                                   | 25836               | 73735    |
| 2019 | 28380                                   | 27294               | 79109    |
| 2018 | 28380                                   | 27294               | 79109    |
| 2017 | 27036                                   | 26166               | 74297    |
| 2016 | 40178                                   | 39292               | 79306    |
| 2015 | 51288                                   | 50404               | 95450    |
| 2014 | 63882                                   | 62972               | 104109   |
| 2013 | 87626                                   | 86734               | 133230   |

| Anno | Diffusione |
| ---- | ---------- |
| 2012 | 91247      |
| 2011 | 105796     |
| 2010 | 105127     |
| 2009 | 113575     |
| 2008 | 119153     |
| 2007 | 125802     |
| 2006 | 126356     |
| 2005 | 72492      |
| 2004 | 59227      |
| 2003 | 48310      |
| 2002 | 43007      |
| 2001 | 41429      |

Dati Ads - Accertamenti diffusione stampa.